# Kenji Tsuruta
Kenji Tsuruta (japanska: 鶴田 謙二, Tsuruta Kenji?), född 9 maj 1961 i Hamamatsu i Shizuoka prefektur, är en japansk serieskapare. Bland hans mest kända verk finns SF-serien Spirit of Wonder, där delar bearbetats till en anime-serie.

## Biografi

### Bakgrund
Tsuruta studerade optik på universitet och siktade ursprungligen på en karriär som fotograf. Under universitetstiden blev han dock inspirerad av verk av SF-författare som Robert A. Heinlein och mangaka som Yukino Hoshino. Den senares Sabertooth Tiger fick honom att försöka sig på att själv skapa manga. Tsuruta har också nämnt Tetsuya Chibas manga bland sina inspirationskällor.
Strax efter examen från universitetet producerade Tsuruta ett flertal dōjinshi (seriefanzin) och arbetade som assistent hos flera olika mangaka. 1986 gjorde han sin professionella debut på egen hand, med den korta serien Hiroku te suteki na uchū ja nai ka (japanska: 広くてすてきな宇宙じゃないか, "Ett sådant stort och underbart universum vi har".?); den här serien, om en värld som höll på att sjunka under havet, trycktes som följetong i Kōdanshas seinentidning Shūkan Morning. Tsuruta har sagt att inspirationen till det här debutverket hämtades från en tågresa från Tokyo ut till havet vid Odaware, då han såg otaliga risfält och föreställdes sig en tåglinje som kunde gå genom havet. Han längtade då att få återskapa det sceneriet på papper.

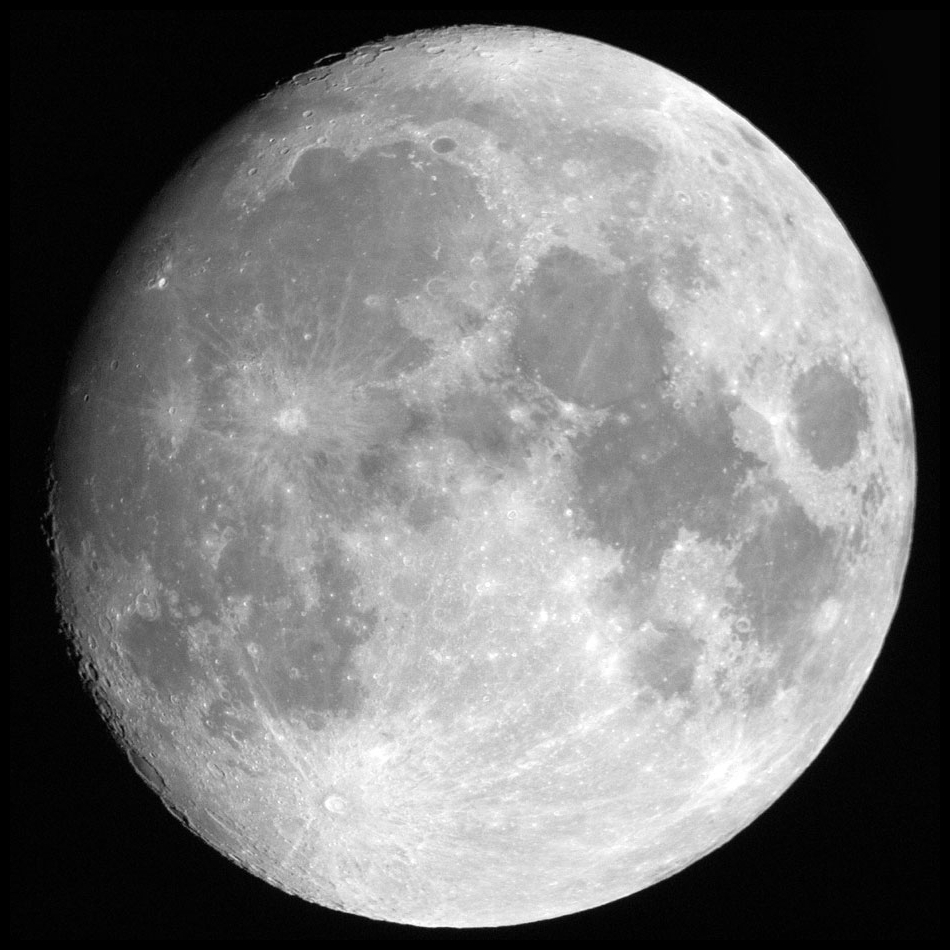
Månen, en av himlakropparna som intresserar de optimistiska vetenskapsmännen i Spirit of Wonder.

### Spirit of Wonder
Strax därefter skapade Tsuruta de första avsnitten till Spirit of Wonder, en lång följetongsserie där han plockade in fenomen från ett stort antal inspirationskällor. Denna episodserie med fristående delar hade inslag av 1800-talets vetenskapsoptimism à la Jules Verne och kombinerade lättsamma äventyr med romantik. Den trycktes från 1987 till 1996 i Shūkan Morning samt dess systertidning Gekkan Afternoon. En känsla av nostalgi (se även mono no aware) och surrealism omger också serien.
Senare bearbetades delar av mangan till ett antal korta anime-filmer (OVA). Där kretsar hälften av episoderna kring Shōnen kagaku kurabu (japanska: 少年科學倶楽部, engelska: Scientific Boys Club?), där ett antal vetenskapsmän drömmer om att resa till Mars. Den andra halvan av berättelserna ägnas åt "China-san", en ung kinesisk arvtagerska – till ett värdshus/pensionat i brittiska Bristol – vars tålamod ständigt utmanas av ett par uppfinningsrika och ständigt insolventa hyresgäster.

### Senare serier
Efter Spirit of Wonder har Tsuruta skrivit ett antal kortare serier och även med framgång illustrerat ett flertal konstböcker. 2002 försåg han animeserien Abenobashi mahō shōtengai med figurdesign och tecknade även dess bearbetning till manga.
Hösten 2015 utkom Tsuruta för första gången i svensk översättning. Det handlade om Emanons minnen (japanska: おもいでエマノン, Omoide Emanon), efter en bok av fantasy- och SF-författaren Shinji Kajio.

## Utmärkelser
Åren 2000 och 2001 mottog Tsuruta de 31:a och 32:a Seiun-priset för Årets mest enastående tecknare. 2000 fick han även Hayakawa-priset för Bästa illustratör.

### Tankōbon
- Spirit of Wonder (i tidning 1987–96, två samlingsvolymer)
  - 1997 – Spirit of Wonder, Casterman (400 s.), ISBN 2-203-37226-5 (franska)
  - 1998 – Spirit of Wonder, Dark Horse, ISBN 1-56971-288-3 (engelska)
  - 2003 – Spirit of Wonder, ISBN 8484493881 (spanska)
- 1997 – SF meibutsū – shoki sakuhinshū (japanska: SF名物-初期作品集?) (180 s.), ISBN 9784063198461
- 2002 – Abenobashi mahō shōtengai (figurdesign, mangaskapare)
- 2003 – Forget-me-not, Kōdansha
  - 2004 – Forget-me-not, Sakka/Casterman, ISBN 2-203-37308-3 (franska)
  - 2006 – Forget-me-not, Ehapa (tyska)
  - 2007 – Forget-me-not, Pujol & Amado, ISBN 8483571943 (spanska)
- 2006 – Nippon furusato chinbotsu (japanska: 日本ふるさと沈没?) (antologi)
- 2008 – Omoide emanon (japanska: おもいでエマノン?) (originalberättelse: Shinji Kajio, följetong 2006–08) 
  - 2015 – Emanons minnen,  Ordbilder Media (svenska)[6]

### Konstböcker
- suiso - hydrogen (japanska: 水素-hydrogen?)
- Eternal
- Hitahita (japanska: ひたひた?)
- Comet (japanska: コメット, Kometto?)
- Tsuruta Kenji Kyōyō gashū: Made in China (japanska: 鶴田謙二教養画集 MADE IN CHINA?) (CD-ROM-bok)
- 2011 – Future, Tōkyōsōgensha, ISBN 978-4-488-01424-7 (SF-illustrationer och en kort tecknad serie)

### Andra verk
- Sky Crawlers (illustrationer)